# Ягодинская улица (Казань)
Ягодинская улица (тат. Ягедни урамы, Yägedni uramı) — улица в историческом районе Ягодная слобода Кировского района Казани. Названа по историческому району, в котором находится.

## География
Начинаясь от Краснококшайской улицы, пересекает улицу Герцена и прерывается участком Большого и Малого казанских колец; затем вновь начинается от улицы Мулланура Вахитова, пересекается с улицами Бабушкина, Чигорина и Передовая и заканчивается пересечением с Поперечно-Базарной улицей.

## История
Улица возникла не позднее последней четверти XIX века на восточной окраине Ягодной слободы и административно относилась к 6-й части города. Является одной из немногих дореволюционных улиц Казани, никогда не переименовывавшихся в советское время.
На 1939 год на улице имелось около 15 домовладений: №№ 1/70–7/82, 11/29–15 по нечётной стороне и №№ 2/68–10/80 и № 18 по чётной. Улица застраивалась далее на восток и к 1960-м годам соединилась с Поперечно-Базарной улицей, тогда же в конце нечётной стороны улицы фабрикой первичной обработки шерсти и заводом «Кзыл-Кунче» были построены жилые многоквартирные дома.
В 1990-е и 2000-е годы некоторые дома улицы были снесены в рамках программы ликвидации ветхого жилья, а также при строительстве трассы совмещённого участка Большого и Малого казанских колец; в результате строительства последних улица оказалась разделена на два не связанных друг с другом участка.
В первые годы советской власти административно относилась к 6-й части города; после введения в городе административных районов относилась к Заречному (с 1931 года Пролетарскому, с 1935 года Кировскому) району.

## Примечательные объекты
- № 21 (снесён) — жилой дом льнокомбината[тат.].[19]
- № 23 — жилой дом завода «Кзыл-Кунче».[6]
- №№ 25 (снесён), 27 — жилые дома фабрики первичной обработки шерсти.[6][7]
- № 35 (ранее имел адресацию по Передовой улице[20]) — жилой дом фабрики первичной обработки шерсти; в этом доме в 1970-1980-е годы располагался Кировский районный суд г. Казани.[21][22][23]
- № 37 — жилой дом стройтреста № 2.[24]

## Галерея

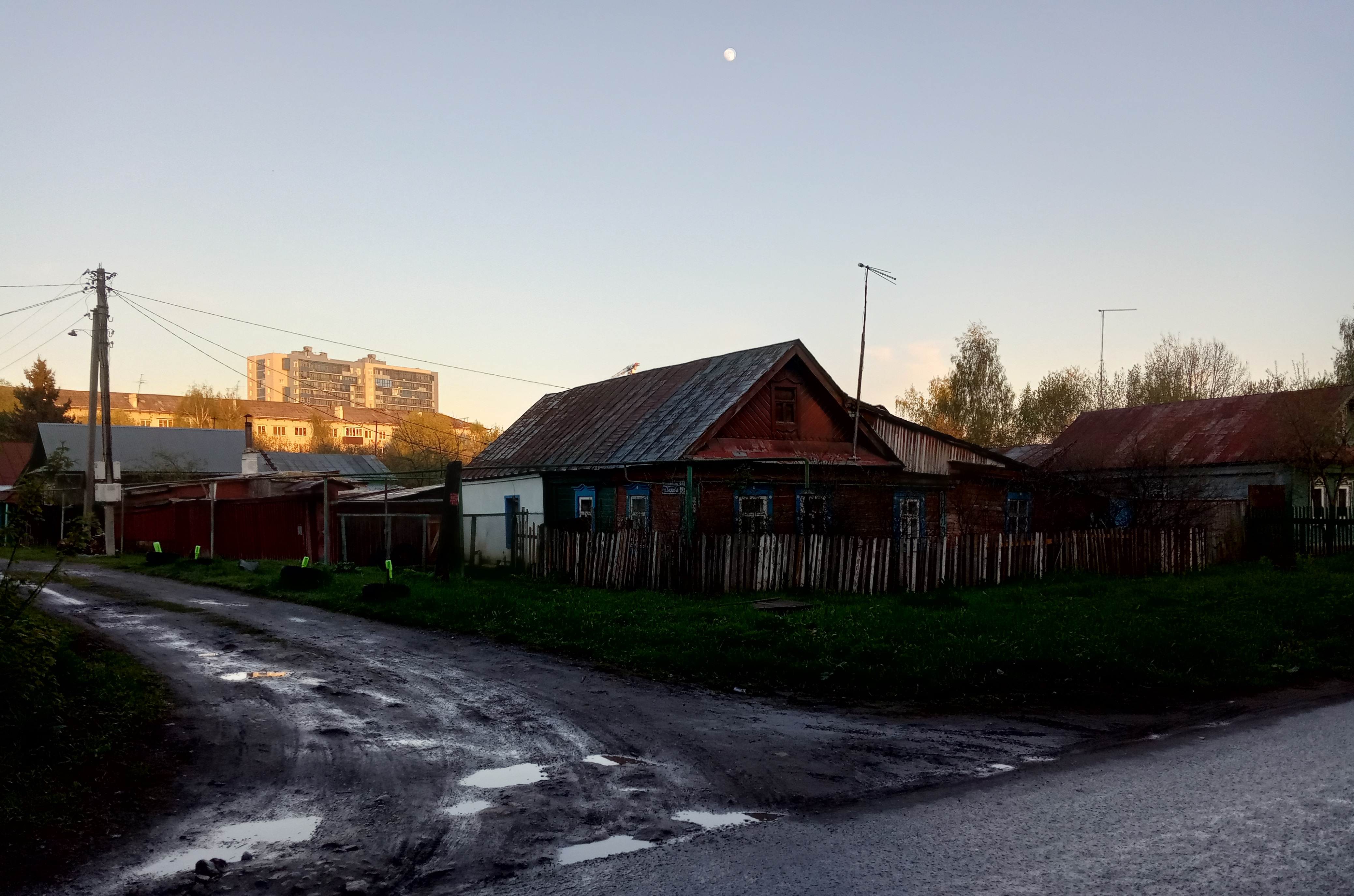
Перекрёсток с Передовой улицей
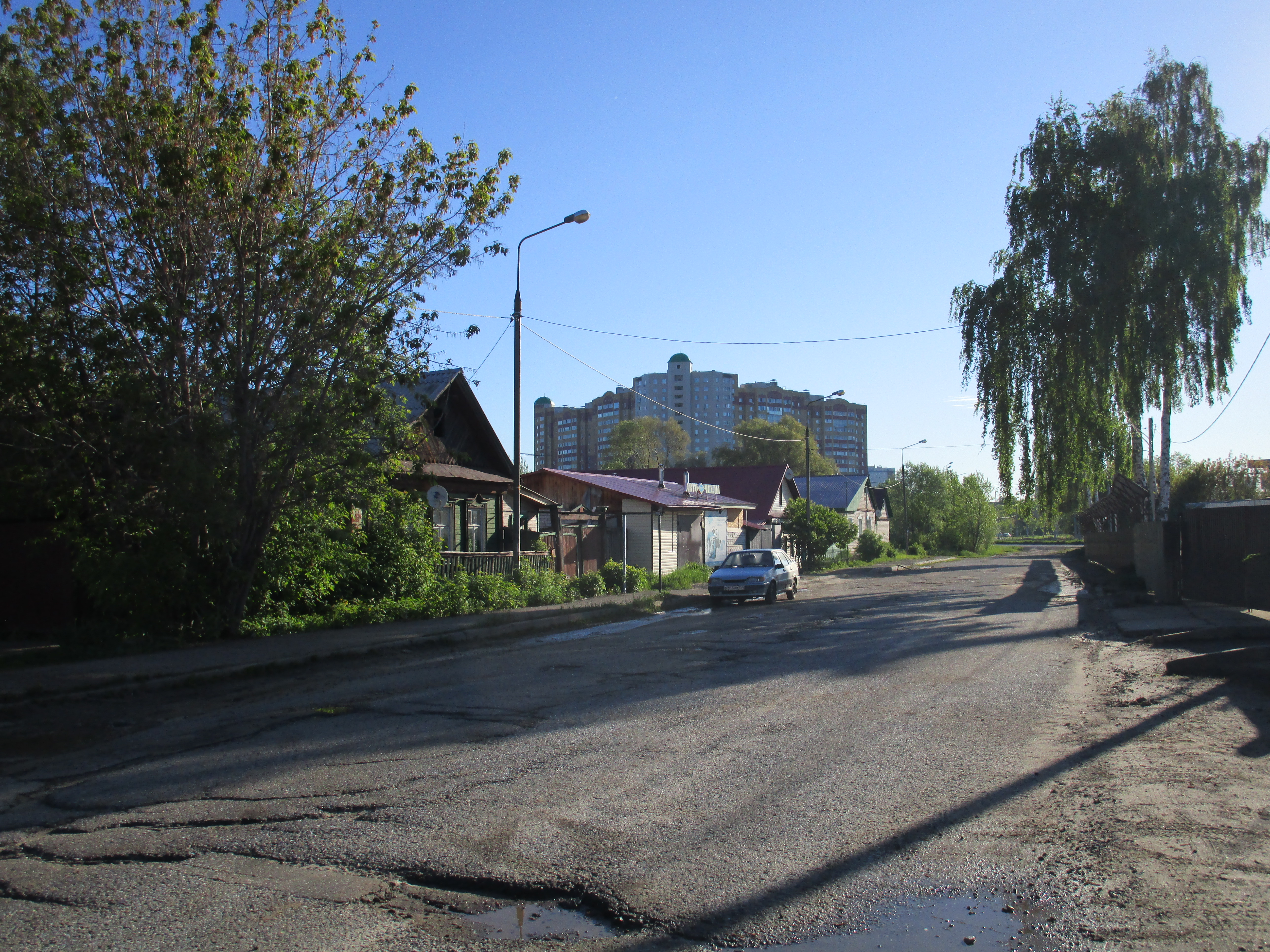
В начале улицы